# Shellmouth-Boulton (municipalité rurale)
Pour les articles homonymes, voir Boulton.
Shellmouth-Boulton est une municipalité rurale du Manitoba située à l'ouest de la province dans la région de Parkland. La population de la municipalité s'établissait à 946 personnes en 2001. Le parc provincial Asessippi est enclavé dans la municipalité et fait en sorte partie du parc national du Mont-Riding

## Territoire

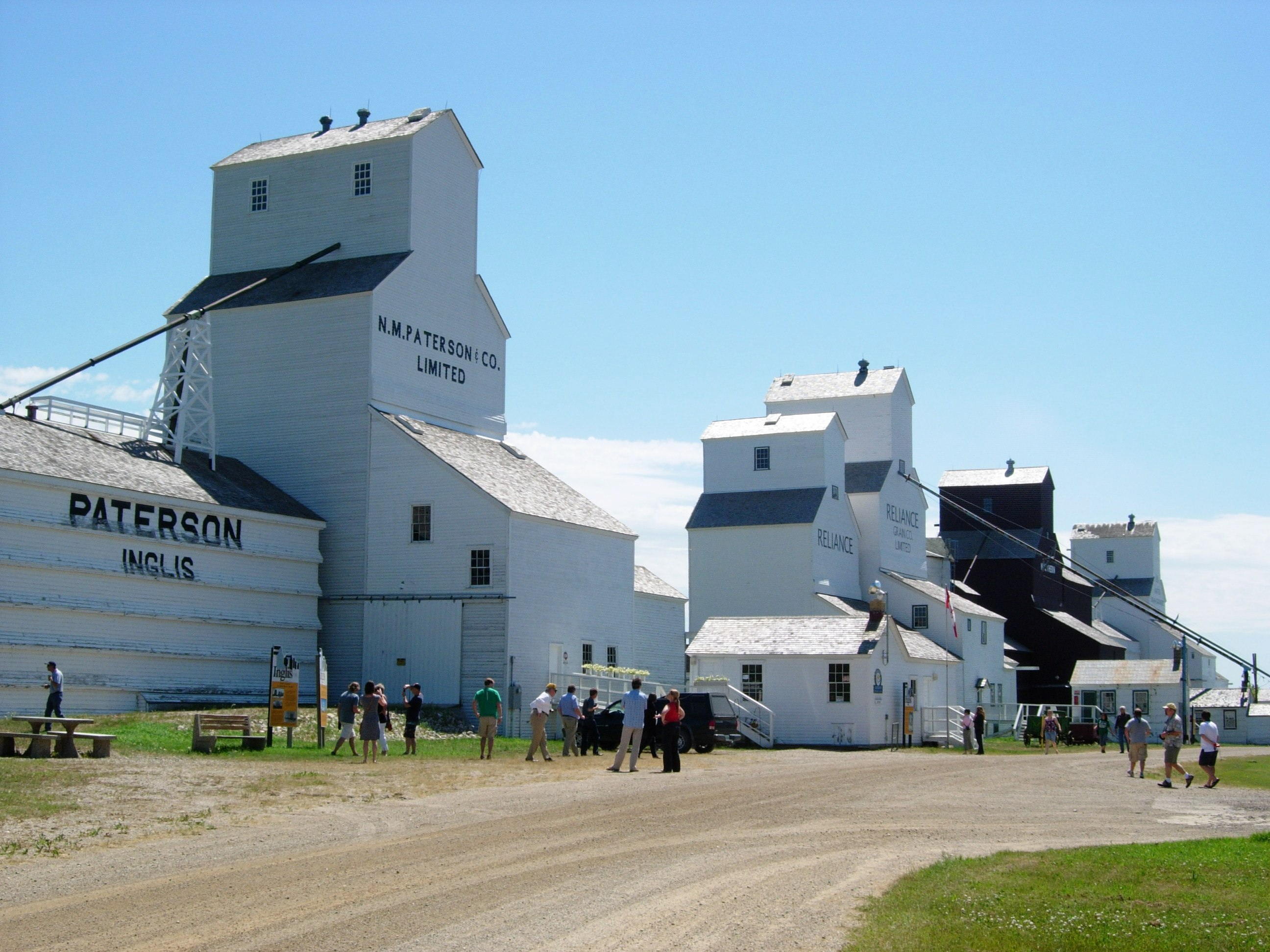
Silos à grain à Inglis

Les communautés suivantes sont comprises sur le territoire de la municipalité rurale:
- Dropmore
- Inglis
- Shellmouth

## Référence
- (en) Cet article est partiellement ou en totalité issu de l’article de Wikipédia en anglais intitulé « Rural Municipality of Shellmouth-Boulton » (voir la liste des auteurs).